# حمد المنصوري
حمد عبد الله ناصر المنصوري (مواليد 28 مارس 1996، لاعب كرة قدم إماراتي يجيد اللعب كحارس مرمى مع نادي كلباء الإماراتي.

## مسيرة اللاعب
لعب في نادي العين ونادي كلباء ونادي حتا.